# José Araquistáin Aguirregabiria
José Francisco Araquistáin Aguirregabiria (Eibar, 15 maggio 1935) è un ex calciatore spagnolo, di ruolo attaccante.

## Carriera
Ha giocato per soli due club: con la Real Sociedad in Primera División e con l'Eibar in Segunda División. Con la Real giocò un totale di 28 partite realizzando 7 gol.